# Patricio Morales Aguirre
Patricio Morales Aguirre (1961) es un abogado y político chileno, miembro del Partido Radical (PR). Se desempeñó como subsecretario de Carabineros entre 2000 y 2002, subsecretario de Marina entre abril y septiembre de 2002, y como subsecretario de Minería de su país entre 2002 y 2004, durante el gobierno del presidente Ricardo Lagos.

## Familia y estudios

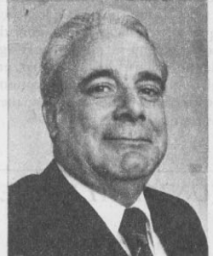
Patricio Morales Salinas, padre de Patricio Morales Aguirre.

Hijo de Rosa Eliana Aguirre Vigouroux y Marcos Patricio Morales Salinas, quien fuera subsecretario de Hacienda entre 1970-1973, durante el gobierno del presidente Salvador Allende. Realizó sus estudios superiores en la carrera de derecho en la Universidad de Chile, egresando en 1983 y titulándose de abogado. Paralelamente, efectuó un curso de verano en la Universidad de Carolina del Norte, Estados Unidos, el año 1980.

## Trayectoria profesional y política
Ha ejercido su profesión en el sector público y privado, asesorado a diversas empresas particularmente del área inmobiliaria y del retail en el ámbito laboral y corporativo. Se desempeñó como profesor de derecho laboral en la Universidad Central de Chile (Ucen), en 1995. Desde 2002 al presente es profesor de derecho constitucional y de derechos humanos en la Escuela de Carabineros de Chile. También, impartió la cátedra de derecho minero en la UNIACC.
Es miembro del Colegio de Abogados de Chile desde 1985, y socio activo del Club de Abogados de Chile.
En el sector público, trabajó durante los gobiernos de la Concertación, siendo fiscal de la Empresa de los Ferrocarriles del Estado (EFE) entre 1993 y 2000. Posteriormente, asumió la titularidad de la Subsecretaría de Carabineros, entre 2000 y 2000; la de Marina, entre abril y septiembre de 2002; y la de Minería, entre 2002 y 2004, todas bajo la administración del presidente Ricardo Lagos. Luego, bajo el primer gobierno de Michelle Bachelet, fungió como abogado asesor del Ministerio de Vivienda y Urbanismo y del Ministerio de Bienes Nacionales. Asimismo, ejerció como director empresas estatales como la Empresa Nacional de Minería (ENAMI), el Centro de Investigaciones Minero Metalúrgicas (CIMM), el Puerto de Chacabuco, la Polla Chilena de Beneficencia, entre otras.
En el sector privado, ha sido director de empresas y ejercido la profesión de abogado en forma independiente incorporándose al Estudio Jurídico Pérez Donoso en el año 2005, siendo al día de hoy socio.  